# Популяційна біологія
Популяційна біологія — галузь біології, що досліджує популяції організмів, їх зміни та взаємодію, зокрема досліджує популяційні аспекти екології, еволюції, процесів відтворення, старіння та смерті. Популяційна біологія настільки широко використовує методи популяційної динаміки, що ці два терміни часто розглядаються як рівнозначні, але популяційна біологія звичайно є ширшою галуззю, що також включає експериментальні дослідження.
Також відомий популяційний метод дослідження генетики людини. Він дозволяє вивчати поширення окремих генів чи хромосомних аномалій в людських популяціях. Для аналізу генетичної структури популяції необхідно обстежити велику групу осіб, що має бути репрезентативною, т. е. представницької, що дозволяє будувати висновки про популяції загалом. Цей метод  інформативніший при вивченні різної форми спадкової патології. Що ж до аналізу успадкування нормальних психологічних ознак, то даний метод, узятий ізольовано з інших методів психогенетики, надійних відомостей це не дає, бо різницю між популяціями у розподілі тій чи іншій психологічної особливості можуть викликати соціальними причинами, звичаями тощо.